# Светски куп у рагбију 13 1977.
Светски куп у рагбију тринаест 1977. био је осми Светски куп у рагбију 13.
Домаћини овог спортског турнира су били Нови Зеланд и Аустралија.
Рагби 13 репрезентација Аустралије је освојила титулу првака Света, пошто је у финалу, у Сиднеју победила Велику Британију.

## Учесници
- Рагби 13 репрезентација Француске [4]
- Рагби 13 репрезентација Велике Британије
- Рагби 13 репрезентација Аустралије
- Рагби 13 репрезентација Новог Зеланда

## Стадиони
- Стадион за крикет - Сиднеј, 70 000 места
- Стадион Ланг парк - Бризбејн, 35 000 места
- Стадион Адингтон шоуграунд - Крајстчерч, 15 000 места
- Стадион Карлов парк - Окланд, 20 000 места

## Резултати
- Нови Зеланд - Аустралија 12-27
- Француска - Велика Британија 4-23
- Аустралија - Француска 21-9
- Нови Зеланд - Велика Британија 12-30
- Аустралија - Велика Британија 19-5
- Нови Зеланд - Француска 28-20

### Табела
| Табела              | ИГ | Д | Н | И | ПД | ПП | ББ | Бод. |
| ------------------- | -- | - | - | - | -- | -- | -- | ---- |
| 1. Аустралија       | 3  | 3 | 0 | 0 | 67 | 26 | 0  | 6    |
| 2. Велика Британија | 3  | 2 | 0 | 1 | 58 | 35 | 0  | 4    |
| 3. Нови Зеланд      | 3  | 1 | 0 | 2 | 52 | 77 | 0  | 2    |
| 4. Француска        | 3  | 0 | 0 | 3 | 33 | 72 | 0  | 0    |

## Финале
Аустралија - Велика Британија 13-12
Стадион за крикет у Сиднеју
Гледалаца: 24 457
Играч утакмице: Џон Џозеф Колц, Аустралијанац 
Судија: Били Томсон, Енглез 

## Статистика рагбиста
Највише есеја - Грејам Иди, Аустралијанац и Алан МекМахон, Аустралијанац 4 есеја. 

## Видео снимци
Снимак утакмице Аустралија - Велика Британија
https://www.youtube.com/watch?v=W-50Dw_GSdo
| Прваци Света у рагбију тринаест 1977.                  |
| ------------------------------------------------------ |
| Рагби 13 репрезентација Аустралије (5. светска титула) |